# 2016년 6월 죽음
다음은 2016년 6월에 사망한 저명한 인물 목록이다.
- 6월 2일 - 대한민국의 배우 정진
- 6월 3일 - 미국의 권투선수 무하마드 알리
- 6월 6일 - 영국의 극작가 피터 섀퍼
- 6월 10일 - 미국의 가수 크리스티나 그리미
- 6월 13일 - 대한민국의 공학자이자 정치인 김기형
- 6월 19일 - 미국의 배우 안톤 옐친
- 6월 26일 - 대한민국의 배우 김성민
- 6월 27일
  - 대한민국의 쇼트트랙선수 오세종
  - 미국의 미래학자 앨빈 토플러